# Чень Ян'ін
Чень Ян'ін  (кит.: 陈艳青, 5 квітня 1979) — китайська важкоатлетка, олімпійська чемпіонка.

## Виступи на Олімпіадах
| Олімпіада  | Дисципліна      | Місце |
| ---------- | --------------- | ----- |
| Афіни 2004 | легка категорія | 1     |
| Пекін 2008 | легка категорія | 1     |